# Cao thủ học đường
Cao thủ học đường (Hangul: 공부의신) (tiếng Anh: Master of Study hay God of Study) là một bộ phim truyền hình Hàn Quốc dựa trên loạt truyện tranh Nhật Bản Dragon Zakura, chiếu trên KBS2 từ ngày 4 tháng 1 năm 2010. Phim có sự tham gia của Kim Su-ro, Bae Doona, Oh Yoon-ah, Yoo Seung-ho, Park Ji-yeon, Go Ah-sung, Lee Hyun-woo và Lee Chan-ho.
Tại Việt Nam, phim được TVM Corp. mua bản quyền và phát sóng trên kênh HTV3.

## Nội dung
Kang Suk Ho (Kim Soo Ro) là một luật sư nghèo. Ông bị mất một vị trí thứ ba trong trường trung học "Byung Mun". Để khôi phục lại các trường học, Kang Suk Ho cần học sinh của mình chấp nhận vào trường đại học có uy tín. Bởi vì điều này, Kang Suk Ho bắt đầu dạy một lớp học đặc biệt và trở thành giáo viên lớp học đó. Kang Suk Ho hướng dẫn học sinh, những người có điểm xấu và cải thiện không chỉ điểm số của họ, mà còn ở cách nhìn nhận cuộc sống.
Một trong những học sinh của lớp là Hwang Baek Hyun (Yoo Seung Ho) một học sinh cứng đầu như Kang Suk Ho ở tuổi đó. Cá tính mạnh mẽ của họ gây ra họ có xung đột, nhưng dần dần, Hwang Baek Hyun cũng chịu để Suk Ho giảng dạy và trở thành học sinh tốt nhất trong lớp.
Mặc dù các học sinh đôi khi xung đột với nhau, và cũng với Kang Suk Ho, nhưng họ bắt đầu nhận ra tình cảm và nỗ lực hơn trong học tập. Gần cuối năm học, hầu như tất cả họ đã thành công. Hwang Baek Hyun, Gil Pul Ip, và Oh Bong Goo được chấp nhận là học sinh cho trường Đại học Cheon Ha, một trường đại học hàng đầu (xét theo phim). Tuy nhiên, Na Hyun Jung không thành công, và Hong Chan Doo quyết định làm một dancer trong một năm, và sau đó sẽ trở lại trường học. Hwang Baek Hyun quyết định đến Đại học Tae Pyeong thay vì học ở Cheon Ha.

## Các diễn viên
- Kim Soo Ro trong vai Kang Seok Ho
- Bae Doo Na trong vai Han Soo Jung
- Oh Yoon Ah trong vai Jang Ma Ri
- Park Ji Yeon trong vai Na Hyun Jeong
- Yoo Seung Ho trong vai Hwang Baek Hyun
- Go Ah Seong trong vai Gil Pul Ip
- Lee Hyun Woo trong vai Hong Chan Doo
- Lee Chan Ho trong vai Oh Bong Goo
- Byun Hee Bong trong vai Cha Ki Bong (giáo viên Toán)
- Lee Byung Joon trong vai Anthony Yang (giáo viên Anh)
- Im Ji Eun trong vai Lee Eun Yoo (giáo viên Văn)
- Ko Joo Yeon trong vai Lee Ye Ji
- Shim Hyung Tak trong vai Jang Young Shik (giáo viên Sinh học)
- Park Chil Yong trong vai Ha Sang Gil
- Lee Dal Hyung trong vai Park Nam
- Im Sung Min trong vai Bae Young Sook
- Kim Young Ok trong vai Lee Boon Yi
- Bang Eun Hee trong vai Han Ae Shim
- Kim Ha Kyun trong vai Oh Dal Shik
- Park Chul Ho trong vai Hong Choong Shik
- Koo Hye Ryung trong vai Hwang Geum Joo
- Kang Yi Seul trong vai Kim Jung Hee
- Park Hwi Soon trong vai Sa Do Chul
- T-ara (khách mời, tập 7, 8, 10)
- Hong Il Kwon

## Tại Việt Nam
| Nhân vật                             | Diễn viên lồng tiếng |
| ------------------------------------ | -------------------- |
| Kang Seok Ho                         | Chơn Nhơn            |
| Han Soo Jung                         | Lê Hà                |
| Jang Ma Ri                           | Thanh Hồng           |
| Hwang Baek Hyun                      | Trường Tân           |
| Na Hyun Jeong                        | Thanh Hồng           |
| Gil Pul Ip                           | Khánh Vân            |
| Hong Chan Doo                        | Hoàng Sơn            |
| Oh Bong Goo                          | Kiêm Tiến            |
| Cha Ki Bong (giáo viên Toán)         | Kiêm Tiến            |
| Anthony Yang (giáo viên Anh)         | Quốc Tín             |
| Lee Eun Yoo (giáo viên Văn)          | Huỳnh An             |
| Jang Young Shik (giáo viên Sinh học) | Quốc Tín             |

## Giải thưởng và Đề cử
| Năm  | Giải                      | Thể loại                                  | Người nhận                   | Kết quả   |
| ---- | ------------------------- | ----------------------------------------- | ---------------------------- | --------- |
| 2010 | 46th Baeksang Arts Awards | Best Actor (TV)                           | Kim Su-ro                    | Đề cử     |
| 2010 | 46th Baeksang Arts Awards | Best New Director (TV)                    | Yoo Hyun-ki                  | Đoạt giải |
| 2010 | 46th Baeksang Arts Awards | Best New Actor (TV)                       | Yoo Seung-ho                 | Đề cử     |
| 2010 | 46th Baeksang Arts Awards | Best New Actress (TV)                     | Go Ah-sung                   | Đề cử     |
| 2010 | 3rd Korea Drama Awards    | Best Actor                                | Kim Su-ro                    | Đề cử     |
| 2010 | KBS Drama Awards          | Excellence Award, Actor in a Miniseries   | Yoo Seung-ho                 | Đề cử     |
| 2010 | KBS Drama Awards          | Excellence Award, Actor in a Miniseries   | Kim Su-ro                    | Đoạt giải |
| 2010 | KBS Drama Awards          | Excellence Award, Actress in a Miniseries | Bae Doona                    | Đề cử     |
| 2010 | KBS Drama Awards          | Excellence Award, Actress in a Miniseries | Oh Yoon-ah                   | Đề cử     |
| 2010 | KBS Drama Awards          | Best Supporting Actor                     | Byun Hee-bong                | Đề cử     |
| 2010 | KBS Drama Awards          | Best Supporting Actress                   | Im Ji-eun                    | Đề cử     |
| 2010 | KBS Drama Awards          | Best New Actress                          | Go Ah-sung                   | Đề cử     |
| 2010 | KBS Drama Awards          | Best New Actress                          | Park Ji-yeon                 | Đề cử     |
| 2010 | KBS Drama Awards          | Netizens' Award, Actor                    | Yoo Seung-ho                 | Đề cử     |
| 2010 | KBS Drama Awards          | Netizens' Award, Actress                  | Bae Doona                    | Đề cử     |
| 2010 | KBS Drama Awards          | Best Couple Award                         | Yoo Seung-ho và Park Ji-yeon | Đề cử     |